# Chastel-Nouvel
Chastel-Nouvel község Franciaország déli részén, Lozère megyében. 2011-ben 751 lakosa volt.

## Fekvése
Chastel-Nouvel a Rieucros de Remenou patak völgyében fekszik, 1000 méteres (a községterület 759-1302 méteres) tengerszint feletti magasságban, Mende-tól 7 km-re északra, a Margeride-hegység nyugati oldalán. A falutól délnyugatra magasodik a Causse de Crouzet karsztfennsíkja.
Nyugatról és délről Mende, északról Rieutort-de-Randon, keletről Le Born és Badaroux községekkel határos.
Chastel-Nouvelen áthalad a Mende-ot Saint-Chély-d’Apcherrel (42 km) összekötő N106-os főút.
A községhez tartoznak Alteyrac, Le Crouze, La Fagette, Coulagnet, Aspres, Asprettes települések, valamint Brageresse, Gaugne, Pailhou és Villeneuve majorságok.

## Története
Chastel-Nouvel a történelmi Gévaudan tartományhoz tartozott. Asprès-nál őskori kunyhók találhatóak, Alteyracnál gall-római település nyomait tárták fel. Első említése a 13. század végéről származik Mansus seu castrum Noel de Malaveta néven.
A nevét a mendei püspök régi kastélyáról (chastel viel) kapta, melyet 1580-ban a hugenotta hadvezér, Mathieu Merle leromboltatott. A korábban csökkenő népességű falu lakosságszáma az 1970-es évek óta újra növekszik, a közeli megyeszékhelyről ideköltözők révén. A Lou Paou-fennsíkon 2006 decembere óta 7 turbinából álló szélerőmű üzemel 14 MW-os teljesítménnyel.

### Demográfia
| Év   | Lakosság |
| ---- | -------- |
| 1793 | 650      |
| 1851 | 628      |
| 1876 | 609      |
| 1901 | 672      |
| 1936 | 503      |

| Év   | Lakosság |
| ---- | -------- |
| 1946 | 390      |
| 1954 | 384      |
| 1962 | 330      |
| 1968 | 289      |

| Év   | Lakosság |
| ---- | -------- |
| 1975 | 345      |
| 1982 | 467      |
| 1990 | 565      |
| 1999 | 626      |
| 2010 | 736      |

## Nevezetességei
- Temploma 1880-ban épült.[4]
- Alteyracban 19. századi itatóvályú található.[5]
- A község területén több 17-18. századi farmépület található:
  - La Brageresse (1638)[6]
  - La Fagette (1668)[7]
  - Place de Calvaire (1828)[8]
- Falumúzeum
- Peyro-Grosso menhir
- Tombeau de la Princesse-domb (archeológiai lelőhely)

## Kapcsolódó szócikk
- Lozère megye községei